# Библиография Нины Михайловны Черновой
Нина Михайловна Чернова (1935—2010) — профессор зоологии, экологии и общей биологии Института биологии и химии МПГУ. Известна как автор и редактор научных книг и учебников.
Руководитель отечественной школы систематики и экологии мелких почвенных беспозвоночных (микроартроподы) в МПГУ.

## Список публикаций

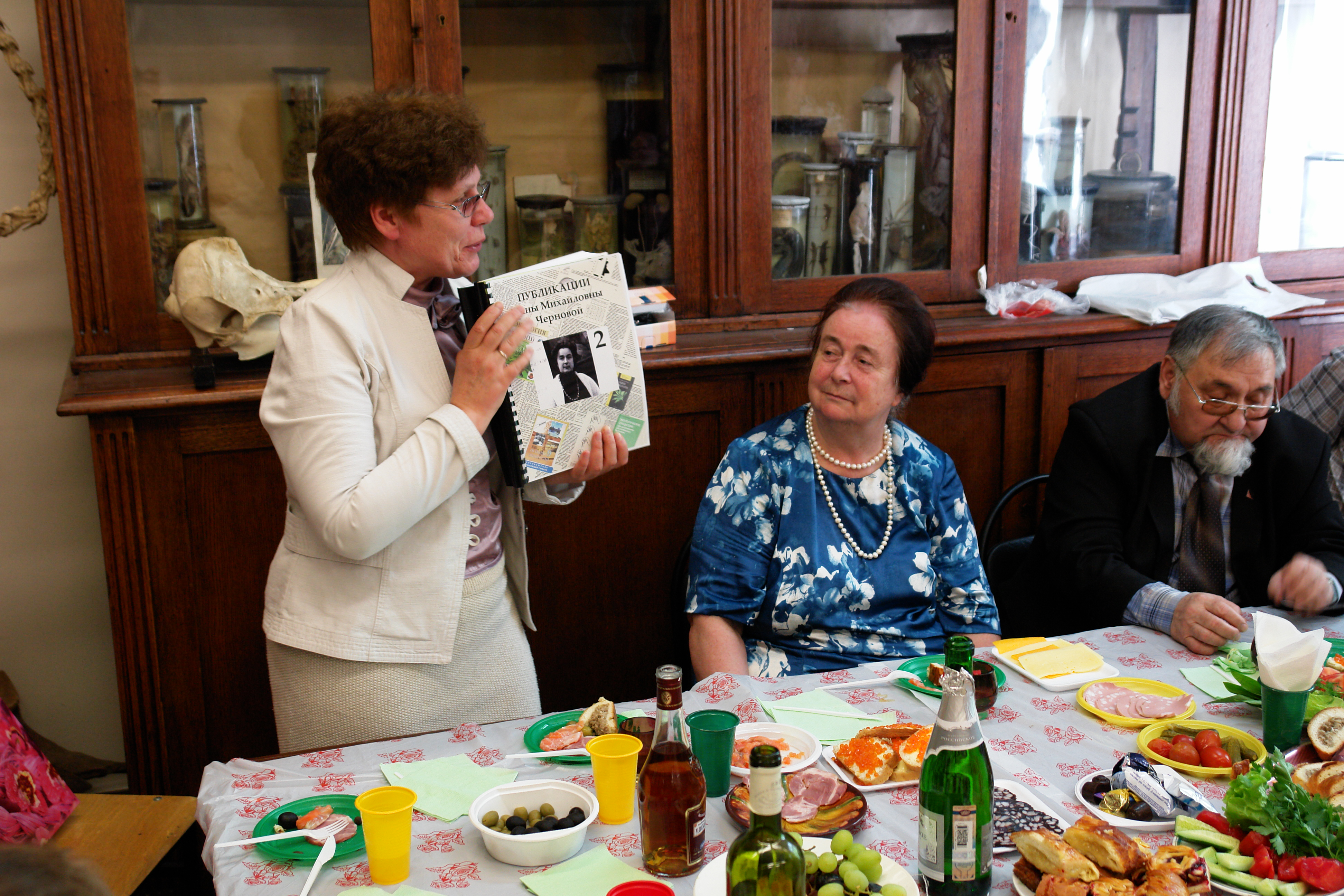
75-летие Н. М. Черновой в МПГУ, где был показан список её трудов, 2010.

Библиография печатных трудов по годам и в алфавитном порядке (128 работ, без учёта переизданий и переводов):

### 1958
- Чернова Н. М. Проволочники лесных почв Вологодской области // Первое Всесоюзное совещание по почвенной зоологии. М.: АН СССР, 1958. С. 97-98.

### 1961
- Чернова Н. М. Компосты как источник обогащения почв полей полезными беспозвоночными // Микроорганизмы почвы. М.: МГУ, 1961. С. 39-41.

### 1962
- Чернова Н. М. Динамика численности беспозвоночных в земляно-навозных компостах // Агробиология. 1962. № 6. С. 879—881.

### 1963
- Чернова Н. М. Динамика орибатид в компостах // Всесоюзный симпозиум по почвообразующим клещам-орибатидам. М., 1963. С. 28-29.
- Чернова Н. М. Динамика численности коллембол в компостах из листового опада // Зоологический журнал. 1963. № 9. С. 1370—1382.
- Чернова Н. М. Зоологические процессы при созревании торфо-навозного компоста // Почвоведение. 1963. № 9. С. 95-102.
- Чернова Н. М. Зоологическая характеристика стадий созревания компостов // Пятое совещание Всесоюзного энтомологического общества. Ташкент, 1963. С. 60-61.
- Чернова Н. М. [Рец.] Г. Хербке, Г. Хеллер, Г. Хеллер-Ланд, Д. Е. Вильне. Влияние удобрения на почвенную фауну // Зоологический журнал. 1963. № 8. С. 1280—1282.

### 1964
- Чернова Н. М. Беспозвоночные компостов и возможность обогащения почвы полей полезными животными при внесении компостных удобрений : диссертация кандидата биологических наук: (написана в 1963. 280 с.). Автореферат диссертации. [Место защиты: Московский областной педагогический институт имени Н. К. Крупской]. — Москва, 1964. — 18 с.
- Чернова Н. М. Динамика численности популяций мелких членистоногих в созревающих компостах // Современные проблемы изучения динамики численности популяций животных. 1964. С. 126—127.

### 1966
- Чернова Н. М. Закономерности вертикального распределения мелких членистоногих в компостных буртах // Проблемы почвенной зоологии. 1966. С. 147—148.
- Чернова Н. М. Зоологическая характеристика компостов. М.: Наука, 1966. 154 с.

### 1967
- Чернова Н. М., Чугунова М. Н. Анализ пространственного распределения почвообитающих микроартропод в пределах одной растительной ассоциации // Pedobiologia. 1967. Bd. 7. № 1. S. 67—87.
- Чернова Н. М. О работе Московского отделения Всесоюзного Энтомологического общества за 1966 г. // Зоологический журнал. 1967. № 6. С. 973—974.
- Чернова Н. М., Бызова Ю. Б. Уровень биомассы и интенсивности метаболизма мелких членистоногих в скоплениях разлагающихся органических остатков // Структура и функционально-биогеоценотическая роль животного населения суши. М.: МОИП, 1967. С. 61-62.

### 1968
- Чернова Н. М. Мелкие членистоногие в компостах из городского мусора // Научные Доклады высшей школы: Биологические науки. 1968. № 11. С. 12-18.
- Чернова Н. М. О работе Московского отделения Всесоюзного Энтомологического Общества в 1967 г. // Зоологический журнал. 1968. № 5. С. 796—798.

### 1969
- Чернова Н. М., Карпачевский Л. О. Сукцессионные изменения в комплексе микроартропод в ходе разложения лесного опада // Проблемы почвенной зоологии. Казань, 1969. С. 187—188.

### 1970
- Бязров Л. Г., Медведев Л. Н., Чернова Н. М. Лишайниковые консорции широколиственных лесов Подмосковья // Биогеоценотические исследования в елово-широколиственных лесах. М.: Наука, 1970. С. 252—270.
- Чернова Н. М. О работе Московского отделения Всесоюзного энтомологического общества за 1968-69 гг. // Зоологический журнал. 1970. № 8. С. 270—271.
- Чернова Н. М. Распределение панцирных клещей в лесной подстилке // Материалы 2 Всесоюзного акарологического совещания. Киев: Наукова Думка, 1970. С. 245—247.
- Chernova N. M. Gesatzmassigkeiten der Verteilung der Mikroarthropoden in Komposthaufen // Pedobiologia. 1970. Bd. 10. S. 365—372. [Закономерности распределения микроартропод в буртовых компостах]
- Чернова Н. М. [Рец.] Первый номер журнала Soil biology and biochemistry, Oxford // Почвоведение. 1970. № 4. С. 132—133.

### 1971
- Чернова Н. М. Ногохвостки искусственных лесных насаждений в глинистой полупустыне Северного Прикаспия // Животные искусственных лесных насаждений в глинистой полупустыне. М.: Наука, 1971. С. 24-33.
- Чернова Н. М., Злобина И. И., Карпачевский Л. О., Прохорова З. А. Сукцессионные изменения свойств и животного населения при разложении навоза в почве // Зоологический журнал. 1971. № 8. С. 1169—1181.
- Чернова Н. М. Уровень биомассы микроартропод в средах с разным содержанием органических веществ // Труды Тринадцатого Международного энтомологического конгресса. Т. 1. 1971. C. 570—571.
- Chernova N.M. Dynamik der Tierbevolkerung bei der Mistzersetzung im Boden // Colloque international de la faune du sol; Colloquium pedobiologique: [1970/09/14-19; Dijon, France]. Dijon, 1971. P. 371—378.
- Chernova N. M., Byzova Ju. B., Chernova A. I. Relationship of number, biomass and gaseous exchange rate indices in microarthropods in substrates with various organic matter contents. Pedobioligia. 1971. Bd. 11. S. 306—314.

### 1972
- Чернова Н. М. Взаимосвязь сезонной и сукцессионной динамики мелких членистоногих при разложении растительных остатков в природе // Проблемы почвенной зоологии. Баку, 1972. С. 152.
- Чернова Н. М., Злобина И. И., Корнеева С. Ф., Прохорова З. А. Сукцессионные изменения свойств и животного населения разлагающихся в почве растительных остатков // Экология почвенных беспозвоночных. М.: Наука, 1972. С. 181—194.

### 1973
- Чернова Н. М., Злобина И. И., Солнцева Е. Л.' Вертикальное распределение панцирных клещей и коллембол в темно-серой лесной почве под дубравой // Экология. 1973. № 8. С. 66-74.
- Дылис Н. В., Бурова Л. Г., Выгодская Н. Н., Чернова Н. М. О влиянии эдификаторных синузий на структурно-функциональную организацию лесных биогеоценозов // Проблемы биогеоценологии. М.: Наука, 1973. С. 79-102.

### 1974
- Чернова Н. М., Чернова А. И. Возрастная структура популяций моновольтинных и поливольтинных коллембол в природе // Журнал общей биологии. 1974. № 7. С. 395—402.
- Князева Н. Ф., Чернова Н. М. Микроартроподы подстилки разновозрастных сосновых насаждений Московской области // Фауна и экология животных. М.: МГПИ, 1974. С. 44-52.
- Гиляров М. С., Перель Т. С., Стриганова Б. Р., Чернова Н. М. Роль почвенных беспозвоночных в разложении и гумификации растительных остатков // Труды 10 Международного конгресса почвоведов: [Москва]. Том 3. Комиссия 3. М.: Наука, 1974. С. 35-42.
- Чернова Н. М. Сезонная и сукцессионная динамика мелких членистоногих в разлагающихся растительных остатках // Доклады МОИП, отдел биологический. 1974. С. 58-60.
- Чернова Н. М., Чернова А. И. Численность коллембол в растительных остатках на разных стадиях разложения // Материалы 7 Всесоюзного съезда энтомологического общества. Л.: Наука, 1974. С. 144.

### 1975
- Чернова Н. М., Новикова С. И. Изменение комплексов мелких членистоногих и нематод при разложении лесного опада // Зоологический журнал. 1975. № 5. С. 645—655.
- Чернова Н. М., Бызова Ю. Б., Уваров А. В. Метаболическая активность и живой вес различных видов панцирных клещей лесной подстилки // Роль животных в функционировании экосистем. М.: Наука, 1975. С. 151—153.
- Чернова Н. М. Почвообразовательный процесс и сукцессии // Проблемы почвенной зоологии. Вильнюс, 1975. С. 39-41.
- Чернова Н. М., Чернова А. И. Пространственная структура популяций микроартропод с разными типами жизненных циклов // Проблемы почвенной зоологии. Вильнюс, 1975. С. 324—325.

### 1976
- Чернова Н. М. Неравномерность темпов сукцессии // Материалы Конференции Зоологов педвузов: [Пермь, 13-16 сентября 1976 г.] Пермь, 1976. С. 34-36.
- Карпачевский Л. О., Бобкова Г. Б., Бязров Л. Г., Иванушкина К. Б., Чернова Н. М. О связи некоторых свойств почв с различными компонентами биогеоценозов // Проблемы и методы биологической диагностики и индикации почв / Ред. Г. В. Добровольский. М.: Наука, 1976. 224—249.

### 1977
- Чернова Н. М., Шарова И. Х. и др. Дарвинизм: Программы педагогических институтов. М.: Просвещение, 1977. 13 c.
- Чернова Н. М., Бурова Л. Г., Запрометнова К. М. и др. Сукцессии в лесной подстилке // Фауна и экология беспозвоночных животных. М.: МГПИ, 1977. С. 3-24.
- Чернова Н. М. Экологические сукцессии при разложении растительных остатков. М.: Наука. 1977. 200 с.

### 1978
- Чернова Н. М., Шварцман П. Я. Государственный экзамен по биологии. Программы педагогических институтов. М.: Просвещение, 1978. 11 с.
- Чернова Н. М. Распределение микроартропод в лесной подстилке // Проблемы почвенной зоологии. Минск, 1978. С. 265—266.
- Носова Л. М., Солнцева О. Н., Дылис Н. В., Чернова Н. М. и др. Суходольный луг как биогеоценоз / ред. Т. А. Работнов. М.: Наука, 1978. 84 с.

### 1980
- Чернова Н. М. Место экологии в цикле общебиологических дисциплин в педвузе // Материалы Всесоюзного совещания преподавателей общебиологических дисциплин в педвузах // Ворошиловград, 1980. С. 34-37.

### 1981
- Чернова Н. М. Особенности динамики микроартропод в пахотных почвах // Проблемы почвенной зоологии. Киев, 1981. С. 245—246.
- Чернова Н. М., Былова А. М. Экология: учебное пособие для студентов педагогических институтов по биологическим специальностям. Москва: Просвещение, 1981. 255 с.

### 1982
- Чернова Н. М. Комплексы микроартропод пахотных почв Подмосковья // Почвенные беспозвоночные Московской области. М.: Наука, 1982. С. 107—118.
- Холопова Л. Б., Чернова Н. М., Шидловская И. Л. и др. О восстановлении нарушенного покрова в хвойных лесах Подмосковья // Комплексные биогеоценологические исследования в лесах Подмосковья. М.: Наука, 1982. С. 165—199.
- Чернова Н. М. Особенности динамики комплекса микроартропод при разложении органических удобрений в пахотном слое // Формирование животного и микробного населения агроценозов. М.: Наука, 1982. С. 12-13.
- Чернова Н. М. Принципы экологического анализа группировок микроартропод // Проблемы и методы биотической деструкции органических веществ в почве естественных биогеоценозов и агроценозов. Львов, 1982. С. 20-21.
- Бурова Л. Г., Чернова Н. М., Корохова Е. М. Пространственное размещение некоторых групп редуцентов в ельнике лещиново-разнотравном // Комплексные биогеоценологические исследования в лесах Подмосковья. М.: Наука, 1982. С. 156—164.
- Чернова Н. М. Распределение микроартропод в пахотном слое // Антропогенное воздействие на фауну почв. М.: МГПИ, 1982. С.3-10.
- Чернова Н. М. [Ред. и предисловие] Формирование животного и микробного населения агроценозов: Тезисы докладов всесоюзного совещания [Пущино, 14-16 сентября 1982 г.]. М.: Наука, 1982. 152 c.

### 1983
- Чернова Н. М. Структура и динамика населения микроартропод лесной подстилки // Роль подстилки в лесных биогеоценозах. М.: Наука, 1983. С. 208—209.

### 1984
- Чернова Н. М. Основные направления развития зоологической науки в педвузах РСФСР на 1986—2000 гг. // Проблемы региональной экологии животных: Труды Витебского совещания зоологов педвузов. Витебск, 1984. С. 28.
- Чернова Н. М., Кротова С. Ю., Надточий С. Э. Распределение микроартропод по генетическим слоям почвенного профиля // Фауна и экология беспозвоночных животных. М.: МГПИ, 1984. С. 3-8.
- Чернова Н. М. Разделение экологических ниш у коллембол // Третья Всесоюзная конференция зоологов педвузов. Ч. 2. Витебск, 1984. С. 341—342.
- Чернова Н. М. [Рец.] Серия сборников по вопросам экологии животных, издаваемая Новосибирским университетом // Зоологический журнал. 1984. № 3. С. 473—476.

### 1985
- Чернова Н. М. Видовое разнообразие и сукцессии коллембол при разложении растительных остатков // 9 Международный коллоквиум по почвенной зоологии: [Москва, 16-21 августа 1985 г.]. Вильнюс, 1985. С. 336.
- Чернова Н. М., Кузнецова Н. А. Структура населения коллембол лесных почв // 9 Международный коллоквиум по почвенной зоологии: [Москва, 16-21 августа 1985 г.]. Вильнюс, 1985. С. 358; Chernova N. M., Kuznetsova N. A. The structure of collembola population in forest soil // Почвенная фауна и почвенное плодородие: Труды 9 Международного конгресса по почвенной зоологии. M.: Наука, 1987. С. 737—738.

### 1986
- Чернова Н. М. [Ред. и предисловие] Биоценоз пшеничного поля. М.: Наука, 1986. 152 с.
- Чернова Н. М. Лабораторный практикум по экологии. М.: Просвещение, 1986. 96 с.
- Чернова Н. М., Кузнецова Н. А. Принципы организации многовидовых группировок сапрофагов // Общие проблемы биогеоценологии. М. Наука, 1986. С. 158—160.

### 1987
- Чернова Н. М. Экологическая специфика таксономических группировок коллембол и панцирных клещей в почве // Проблемы почвенной зоологии: Материалы докладов 9 Всесоюзного совещания. Тбилиси: Менцниереба, 1987. С. 329—330.
- Сhernova N. M. General trends in the research on Collembola in the USSR // Почвенная фауна и почвенное плодородие (Soil Fauna and Soil Fertility): Proceedings of the 9th International Colloquium on Soil Zoology. Москва: Наука, 1987. С. 627—630.
- Сhernova N. M. Species diversity and successional changes in populations of Collembola // Почвенная фауна и почвенное плодородие (Soil Fauna and Soil Fertility): Proceedings of the 9th International Colloquium on Soil Zoology. Москва: Наука, 1987. С. 630—633.

### 1988
- Носова Л. М., Гельцер Ю. Г., Холопова Л. Б., Раськова Н. В., Чернова Н. М. и др. Влияние смены древесной породы на физико-химические и биологические свойства дерново-подзолистых почв // Биология почв Северной Европы. М.: Наука, 1988. С. 154—183.
- Чернова Н. М. Основные черты структуры и динамики популяций почвенных ногохвосток // Экология популяций. Новосибирск, 1988. С. 82-84.
- Бабенко А. Б., Кузнецова Н. А., Потапов М. Б., Стебаева С. К., Ханисламова Г. М., Чернова Н. М. Определитель коллембол фауны СССР: общая часть, определительные таблицы семейств и родов / ред. Н. М. Чернова. М.: Наука, 1988. 214 с.
- Чернова H. М., Кузнецова H. А. Общие особенности структуры населения ногохвосток лесных почв // Экология микроартропод лесных почв. М.: Наука, 1988. С. 5—24.

### 1989
- Чернова Н. М. Всесоюзный семинар коллембологов // Зоологический журнал. 1989. № 5. С. 159—160.
- Добровольский Г. В., Пузаченко Ю. Г., Рысин Л. П., Соколов В. Е., Чернов Ю. И., Чернова Н. М., Шилов И. А. К методологии программ экологических исследований АН СССР. Кишинёв: Институт генетики АН МССР, 1989. 45 с.
- Чернова H. М., Кузнецова H. А., Симонов Ю. В. Ценотическая организация и функции населения микроартропод лесной подстилки // Механизмы биотической деструкции органических веществ в почве: 7 чтения памяти акад. В. Н. Сукачева: [15 апреля 1988 г.]. М.: Наука, 1989. С. 5—33.
- Чернова Н. М. [Рец.] Атлас по биологии почвенных членистоногих // Новые книги за рубежом. 1989. № 5.

### 1990
- Чернова Н. М. Задачи изучения ценотических механизмов почвообразовательных процессов // Структурно-функциональная организация и устойчивость биологических систем. Днепропетровск, 1990. ДГУ. С. 89-98.
- Захаров А. А., Чернова Н. М. Краткий очерк научной, научно-организационной, педагогической и общественной деятельности (С. 11-28.): Меркурий Сергеевич Гиляров, 1912—1985 / составители Н. Б. Полякова, Т. А. Орлова; авторы вступительной статьи А. А. Захаров, Н. М. Чернова. Москва : Наука, 1990. 142 с. (Материалы к биобиблиографии ученых СССР. Серия биологических наук. Зоология; вып. 1).
- Чернова Н. М., Кузнецова H. А. Принципы организации многовидовой группировки коллембол-сапрофагов // Общие проблемы биогеоценологии. М.: Наука, 1990. С. 220—230.
- Чернова Н. М. Содержание экологического образования в срелней школе // Содержание и формы экологического образования в педвузе. Пермь, 1990. С. 31−33.
- Чернова Н. М. [Рец.] Т. А. Вулли. Акарология // Новые книги за рубежом: Серия В. 1990. № 2. С. 31-33.
- Чернова Н. М. [Рец.] Экотоксикология [Ecotoxicology: Problems and approaches] // Новые книги за рубежом: Серия В. 1990. № 3. С. 19-22.

### 1991
- Чернова Н. М. Биологическое разнообразие и структура почвенных сообществ. Проблемы почвенной зоологии. Новосибирск, 1991. С. 149—152.
- Чернова H. М. Основные особенности стpуктуры и динамики популяций почвенных ногохвосток (Collembola) // Экология популяций. М.: Hаука, 1991. С. 22—35.
- Соколов В. Е., Чернова Н. М. Экологическому образованию — прочную научную основу // Биология в школе. 1991. № 3. С. 24-28.

### 1992
- Чернова Н. М. [Рец.] Животные в первичных сукцессиях. Ред. J. D. Majer // Новые книги за рубежом. Серия В. 1992. № 1. С. 55-58.
- Чернова Н. М. [Рец.] Лабораторный практикум по общей экологии. Изд. 6. [Cox G. W., San Diego] // Новые книги за рубежом. Серия В. 1992 № 2. С. 19-20.
- Чернова Н. М. [Рец.] Brower J. E., Zar J. H., von Ende C.N. New York. Полевые и лабораторные методы общей экологии // Новые книги за рубежом. Серия В. 1992. № 3. С. 19-21.

### 1993
- Чернова Н. М. Содержание и принципы экологического образования в педвузе // Педагогическое образование. 1993. № 7. С. 3-7.
- Чернова Н. М. и др. Федеральная компонента стандарта по экологическому образованию // Биология в школе. 1993. № 4.

### 1994
- Чернова Н. М. О принципах экологического образования в школе // Экологическое образование в Голландии и России: Тезисы докладов научно-практической конференции. М., 1994. С. 33-35.
- Чернова Н. М. О работе В. И. Вернадского «Живое вещество в биосфере» // В. И. Вернадский. Живое вещество и биосфера / сост. Ф. Т. Яншина. М.: Наука, 1994. С. 656—659.
- Бабенко А. Б., Потапов М. Б., Стебаева С. К., Чернова Н. М. Определитель коллембол фауны России и сопредельных стран: Семейство Hypogastruridae / ред. Н. М. Чернова. М.: Наука, 1994. 337 с.
- Чернова Н. М., Галушин В. М., Константинов В. М. Экологическая триада — концептуальная основа самостоятельного школьного курса «Экология» // Экологическое образование в Голландии и России. Тезисы докладов научно-практической конференции. М., 1994. С. 31-33.
- Чернова Н. М. Принципы количественного анализа населения коллембол // Фауна и население ногохвосток (Collembola). М.: Наука, 1994. С. 29—46.

### 1995
- Чернова Н. М. 1995. Почва как среда обитания: методические материалы учебного семинара «Полевая экология» для учителей общеобразовательных школ г. Москвы. М.: МГУ, 1995. С. 5—10.
- Чернова Н. М., Галушин В. М., Константинов В. М. Основы экологии : пробный учебник для 9-го класса общеобразовательных учреждений. М.: Просвещение, 1995. 240 с. (переиздавался)
- Chernova N. M., Balabina I. P., Ponomareva O. N. Changes in population growth of springtails (Collembola) under the influence of herbicides // Polskie Pisma Entomologiczne. 1995. N 8. Р. 91-98.

### 1996
- Chernova N. M., Kuznetsova N. A. 1996. Principles of collembolan community organization in natural and transformed forest soils. XII International Colloquium on Soil Zoology. University College Dublin, Belfield, Dublin 4. Ireland. Abstracts. P. 112.
- Чернова Н. М., Макарова О. Л., Крестьянинова А. И. Динамика микросообществ мелких членистоногих в деструкционном блоке лесной экосистемы // Проблемы почвенной зоологии. Новосибирск, 1991. Ростов-на-Дону, 1996. С. 183—186.

### 1999
- Шварц Е. С., Попова Л. В., Чернова Н. М. Динамика населения сапробионтов в разных фракциях лесного опада // Зоологический журнал. 1999. № 12. C. 1424—1433.
- Чернова H. М., Кузнецова H. А. Принципы организации сообществ почвообитающих коллембол (Hexapoda: Collembola) и их значение для биомониторинга почвы // Сборник научных трудов экологического факультета. Вып. 1. Серия Экология. М.: МНЭПУ, 1999. С. 97—104.
- Чернова Н. М. Развитие исследований по коллемболам в почвенно — зоологической школе М. С. Гилярова в МПГУ // Проблемы почвенной зоологии. М.: КМК, 1999. С. 141—142.

### 2000
- Борисенков В. П., Голов В. П., Мамедов Н. М., Чернова Н. М. и др. Каким быть экологическому образованию в 12-летней средней школе: [Круглый стол в редакции журнала Педагогика] // Педагогика. 2000. № 6. С. 40-56.
- Малышева Т. Н., Чернова Н. М. Коллемболы как первичные заселители грунтов городских отвалов // Экополис 2000: Экология и устойчивое развитие города: Материалы 3 Международной конференции. М.: РАМН, 2000. С. 190—191.
- Чернова Н. М. Основы общей экологии: Методическое пособие для студентов. М.: МНЭПУ. 48 с.
- Чернова H. М., Кузнецова H. А. Разнообразие сообществ мелких почвенных членистоногих: на пpимере таксоценов коллембол // Изучение и охрана pазнообразия фауны, флоры в основных экосистемах Евразии: Материалы международной конференции: [Москва, 21-23 апрелья 1999 г.]. М.: ИПЭЭ РАН, 2000. С. 324—328.
- Чернова Н. М. Экологическое образование: стратегия и стандартизация // Биология в школе. 2000. № 1. С. 1-5.
- Chernova N. M., Kuznetsova N. A. Collembolan community organization and its temporal predictability // Pedobiologia. 2000. Bd. 44. Hf. 3—4. P. 451—466.

### 2001
- Авилкина А. Т., Чернова Н. М. Особенности поведения коллембол разных жизненных форм // Зоологический журнал. 2001. № 9. C. 1066—1077.

### 2002
- Чернова Н. М., Потапов М. Б. Адаптивная радиация коллембол семейства Isotomidae в Палеарктике // Проблемы почвенной зоологии. Йошкар-Ола, 2002. С. 195—196.

### 2003
- Голощапова Н. П., Чернова Н. М., Потапов М. Б. Поведение близких видов коллембол семейства Isotomidae // Зоологический журнал. 2003. № 10, С. 1191—1200.
- Чернова Н. М., Авилкина А. Т. Поведение разных видов ногохвосток (Collembola) при возрастании плотности популяции // Зоологический журнал. 2003. № 2. С. 248—255.
- Чернова Н. М. [Ред.] Современные направления в исследовании экосистем. Антропогенная динамика экосистем: Доклады Девятых Реймерсовских чтений. М.: МНЭПУ, 2003.

### 2004
- Чернова Н. М., Былова А. М. Общая экология: учебное пособие для студентов педагогических вузов. М.: Дрофа, 2004. 412 с.
- Варшав Е. В., Чернова Н. М. Трофические ритмы у коллембол // Зоолгический журнал. 2004. № 12. С. 1411—1418.
- Чернова Н. М. [Рец.] Профессора дореволюционной России: о книге В. А. Волкова, М. В. Куликовой «Российская профессура ХVIII — начало XX века» // Природа. 2004. № 10. С. 89-91.

### 2005
- Голощапова Н. П., Чернова Н. М., Потапов М. Б. Половое поведение трех видов Isotomidae (Collembola) // Зоологический журнал. 2005. № 1. C. 63-69; Goloschapova N.P., Chernova N.M., Potapov M.B. Sexual behaviour in Isotomidae (Collembola) // Pedobiologia. 2006. Bd. 50. S. 111—116.

### 2007
- Чернова Н. М., А. И. Бокова, Е. В. Варшав, Ю. Ю. Савенкова. Зоофагия у коллембол // Зоологический журнал. 2007. № 8. С. 899—911.
- Чернова Н. М., Кузнецова Н. А. Структура и динамика сообществ коллембол // Научные труды МПГУ. Физико-математические и естественные науки. М.: МПГУ Прометей, 2007.

### 2008
- Чернова Н. М. Научная школа М. С. Гилярова: Систематика и синэкология почвенных беспозвоночных животных // Научные школы МПГУ. Вып.1 М.: МПГУ Прометей, 2008.
- Чернова Н. М. Экологический партеногенез у коллембол // Проблемы почвенной зоологии: Материалы 15 Всероссийского совещания. М., 2008. С. 165—166.

### 2009
- Чернова Н. М., Потапов М. Б., Савенкова Ю. Ю., Бокова А. И. Экологическая роль партеногенеза у коллембол // Зоологический журнал. 2009. № 12. С. 1455—1470.

## Публикации о Н. М. Черновой
- Кузнецова Н. А., Потапов М. Б. Нина Михайловна Чернова: 16 мая 1935 — 9 августа 2010 // Russian entomological jourmal. 2010. № 3. С. 167—174.
- Абдурахманов Г. М. Памяти Нины Михайловны Черновой // Юг России: экология, развитие. 2010. № 3. C. 144—146.
- Макарова О. Л., Бабенко А. Б. Потери науки: Нина Михайловна Чернова (16 мая 1935 — 9 августа 2010) // Зоологический журнал. 2011. Т. 90, Вып. 2. C. 254—256.
- Жигарев И. А., Кузнецова Н. А., Галушин В. М. Профессор Н. М. Чернова (1935—2010) // Журнал общей биологии. 2012. Т. 73, № 2. С. 159—160.
- Чернова Нина Михайловна // Деятели педагогической науки и образования — сотрудники и питомцы Московского педагогического государственного университета: Биографическая энциклопедия 1872—2012 гг. М.: Прометей, 2012. С. 467—468.

## Cм. также
- Институт биологии и химии МПГУ
- История почвоведения, История биологии
- Фауна лесных почв, Почвенная зоология, Микроартроподы.